# بوب دويل
بوب دويل (بالإنجليزية: Bob Doyle)‏ هو عسكري أيرلندي، ولد في 12 فبراير 1916 في دبلن في جمهورية أيرلندا، وتوفي في 22 يناير 2009.